# Regionalización de la Universidad de Antioquia
En sus inicios, la Universidad de Antioquia -U. de A.- concentró sus instalaciones y sus recursos humanos, económicos y logísticos en la ciudad de Medellín (Colombia); pero a lo largo de las últimas décadas ha madurado, enfatizando su carácter Departamental, y se ha fijado, dentro de sus propósitos fundamentales, proyectarse a las regiones del Departamento para ofrecer el servicio de la educación superior. 
La U. de A. es en esencia un proyecto social de vocación regional, por lo cual la regionalización constituye una de sus metas principales. La Institución ha asumido su compromiso con las regiones, y su papel allí lo desempeña de manera articulada y concertada, bajo la óptica de la participación, la pertenencia y la pertinencia, mediante el desarrollo de sus tres funciones básicas: docencia, investigación y extensión.
Para hacer efectiva su regionalización, la Universidad estableció en su estructura administrativa una unidad organizacional nombrada Dirección de Regionalización, que procede como conexión entre las unidades académicas y administrativas y las comunidades regionales, convirtiéndose en la entidad universitaria encargada de proponer políticas, orientar, motivar, promocionar y apoyar la regionalización. Además de otorgarse actividades directivas y de coordinación, la Dirección se encarga del apoyo logístico, financiero, de gestión y de asesoría, no solo en el nivel directivo de la estructura universitaria, sino además, en el nivel operativo del desarrollo de las actividades de docencia, extensión e investigación.
En cumplimiento de su meta, la Universidad ha extendido su cobertura y ofrece hoy el servicio público de la educación superior en las nueve regiones del Departamento. Actualmente, cuenta con seccionales en Urabá (Turbo), Bajo Cauca (Caucasia), Magdalena Medio (Puerto Berrío), Suroeste (Andes), y Oriente (Carmen de Viboral). Igualmente, cuenta con sedes municipales en Occidente (Santa Fe de Antioquia), Nordeste (Amalfi y Segovia) y Norte (Yarumal y Santa Rosa de Osos), así como una sede adicional en Oriente (Sonsón) que permite atender las necesidades de la comunidad de la subregión Páramo. Es la segunda institución de educación superior con mayor número de sedes en el departamento de Antioquia solo superada por el Tecnológico de Antioquia.

## Historia

### Antecedentes
La regionalización de la U. de A. cuenta un punto de referencia primordial en las décadas del 60 y 70, cuando la Facultad de Educación comienza programas de educación a distancia con el estreno de licenciaturas en varios municipios de Antioquia. En estas décadas se establecieron diversas estrategias que pretendían responder a las reformas educativas, a las luchas del magisterio, a las ganas de innovar metodologías pedagógicas y a la necesidad de capacitación de los docentes situados en las regiones:
Escuela Unitaria - Escuela Nueva. En 1967 la Universidad, modestamente, empezó a pensar en las regiones por medio del programa de la Facultad de Educación (usado inicialmente en el Oriente) que hoy se llama Escuela Unitaria y que en ese momento se llamó escuela nueva, cuya meta era llegar a las áreas rurales de baja densidad poblacional y conseguir la escolarización de los niños en toda la primaria. Además se planteaba convertirse en una estrategia de reflexión para la comunidad rural, pues trataba de contestar a la solución de las dificultades educativas de la zona rural del departamento. 
Programa UNIDES. En la década del 70 nace en la Facultad de Educación el programa UNIDES cuya relación es una convocatoria pública nacional anunciada por el ICFES para que las Instituciones plantearan un modelo de educación superior que alcanzara a las poblaciones apartadas de las facultades de educación. Fue así como consecuencia de una investigación se estableció el programa de educación a distancia, trazándose un modelo con estrategias semipresenciales para que los estudiantes más apartados de la ciudad lograran acceder a la educación superior. Se matricularon estudiantes en Turbo y Apartadó. En el Nordeste antioqueño el trayecto comenzaba en Otú y acababa en El Bagre y durante el recorrido se atendían los estudiantes de Segovia, Zaragoza y El Bagre. Los estudiantes del Suroeste se atendían en Bolombolo (corregimiento de Venecia). En el Norte se brindaban programas en Yarumal, Cisneros, Sonsón, Caucasia, Puerto Berrío, Remedios, Granada, Caramanta, Fredonia, Támesis, Santa Fe de Antioquia. En total 20 localidades sirvieron de espacio para experimentar el modelo de educación a distancia. 
Centros Administrativos de Servicios Regionales -CASE-. En el año de 1981 se crearon los CASE, que obedecían a una estrategia de planificación departamental y buscaban el progreso de las regiones. Para relacionar la propuesta del gobierno Departamental y de la Universidad se estableció el Centro de Educación a Distancia -EDI-, se concretaron los Centros Zonales y se dio un cambio de un programa de carácter experimental a uno de capacitación de maestros en labores. Las asesorías se daban en 18 Centros zonales: Fredonia, Támesis, Andes, Cisneros, Sonsón, Yarumal, Santa Fe de Antioquia, Frontino, Caucasia, Apartadó, Turbo, Segovia, Zaragoza, Puerto Berrío, Medellín, Puerto Triunfo y Puerto Boyacá, donde se atendían los estudiantes del Magdalena Medio santandereano y boyacense. 
Fundaciones Universitarias. Consecutivamente en la década de los noventa, las dependencias académicas concretaron salir de la ciudad y, en convenio con las Fundaciones Universitarias, brindaron algunos programas en las regiones facilitando la apertura universitaria y un concepto más cercano a la Regionalización. Se establecieron las Fundaciones Universitarias del Norte en Yarumal; del Oriente en la Ceja; de Urabá en Turbo y la de Suroeste en Andes. En ese tiempo, la Facultad de Química Farmacéutica brindó los programas de Tecnología de Alimentos y de Tecnología en Regencia de Farmacia.

### Apertura de sedes y seccionales
La Universidad paso de ser una institución de carácter local a un proyecto educativo regional, y en 1995 institucionalizó el Programa de Regionalización, adscrito a la Vicerrectoría de Extensión, con la intención de definir ese principio rector bajo una camino preciso: llevar la Universidad a las regiones con sus actividades de docencia, investigación y extensión. Se escogieron, entonces, las regiones de Urabá, Bajo Cauca, Magdalena Medio, Oriente y Suroeste antioqueños y se estableció en ellas un municipio sede que alojaría la institución para atender las necesidades y exigencias académicas de las actividades programadas. En diciembre del año 2000 estas sedes fueron reconocidas como Seccionales por el Ministerio de Educación Nacional y cuentan en la actualidad con el concerniente registro del ICFES.
El incremento y la complejidad de la Regionalización, llevó a los encargados del programa a diseñar y presentar al Consejo Académico y al Consejo Superior una propuesta para establecer la estructura orgánica para la regionalización de la Universidad de Antioquia, la cual, mediante el Acuerdo Superior N.º 156 del 18 de febrero de 1999 fue aprobada.
Durante diez años la Institución ha consolidado su presencia en las regiones donde cuenta con seccionales, y ha avanzado con sus pobladores, por medio del Instituto de Estudios Regionales -Iner-, investigaciones y varias estrategias que han permitido entender en profundidad los entornos locales, para lograr así, diseñar el Plan Estratégico de Regionalización de la Universidad, un instrumento que fue entregado en 2002 a la comunidad académica para encaminar las acciones institucionales y señalar la ruta para la construcción de la presencia de la institución en las regiones.
En el año 2004 luego de numerosas evaluaciones, la Universidad, consideró que era necesario y oportuno adelantar los trámites para extender la presencia de la institución a las regiones que aun faltan. Se comenzó así un proceso de apertura de sedes para servir a las comunidades de Occidente, Norte y Nordeste, de modo que la Universidad pueda contar con presencia en las nueve regiones del Departamento.
En la actualidad la Universidad cuenta con cinco seccionales que prestan servicio a las comunidades de Urabá, Bajo Cauca, Magdalena Medio, Oriente y Suroeste antioqueños, y siete sedes municipales en Occidente, Norte y Nordeste.

### Seccional Urabá
Urabá, una de las zonas más estratégicas de Colombia, fue elegida como la primera región del departamento en contar con una sede de la Universidad de Antioquia. La Institución se instauró en el municipio de Turbo en las instalaciones donde estuvo el Instituto Popular Comunitario –IPC–, concedidas a la Universidad de Antioquia a través de un contrato interadministrativo de transferencia gratuita e irrevocable por la Red de Solidaridad Social.

Urabá antioqueño.

La Universidad comenzó actividades a comienzos de 1996, en medio del aumento de la confrontación armada de los diferentes actores que combatían por poseer y dominar el territorio. A su arribo a Urabá, la Universidad afrontó la deficiente calidad académica de los egresados de bachillerato que se manifestó en los bajos puntajes conseguidos por los aspirantes en el examen de admisión, causa principal de los bajos índices de estudiantes matriculados en los programas brindados en esta primera etapa.
A principios de 2008, la Asociación de Bananeros de Colombia –AUGURA–, junto con otros accionistas del proyecto Hotel Los Cunas S.A., convencidos por la gran labor emprendida por la Universidad de Antioquia durante más de 10 años de presencia en Urabá, donaron a la Institución un lote de 4.5 hectáreas para la construcción de una ciudadela universitaria en el municipio de Apartadó, lo cual permitirá fortalecer la presencia de la Universidad en la región.
Actualmente la seccional se ha convertido no sólo en un centro académico, sino en un punto de encuentro de la comunidad, pues en sus instalaciones se desarrollan diferentes programas de interés local y regional.

### Seccional Bajo Cauca
La sede de la Universidad en la región del Bajo Cauca fue inaugurada en el municipio de Caucasia el 22 de junio de 1996 y comenzó labores académicas en junio de 1997 con el Programa de Tecnología en Administración de Servicios de Salud. En un inicio se estableció que la planta física que funcionaria como sede de la institución en la región sería la hacienda La candelaria, propiedad de la Universidad de Antioquia y situada a catorce kilómetros del municipio, sobre la vía Caucasia-Nechí, pero dadas las situaciones de acceso a la hacienda (vía sin asfaltar) se vio la necesidad de buscar un espacio físico dentro de la zona urbana del municipio para que la Universidad comenzará sus labores académicas. Se establecieron, entonces, convenios de cooperación para el uso de la infraestructura física (aulas, área administrativa y zonas aledañas) del Liceo Concejo Municipal de Caucasia.

Magdalena Medio antioqueño.

En 1998 se tramitó ante el departamento de Antioquia, en calidad de dación en pago, un terreno ubicado en el área urbana municipal. En diciembre de 2002 se comenzó la edificación de una moderna y confortable sede que fue inaugurada el 14 de febrero de 2004.
El desempeño de la Universidad en el desarrollo regional ha permitido que la U. de A. integre diversos comités interinstitucionales de carácter local como: la Comisión Zonal de Asistencia Técnica Agropecuaria, la representación del sector científico e investigativo en el Comité Técnico del Sena y el programa de Mejoramiento de la Educación Básica, entre otros. En este tema, a finales del año 2001, se firmó un convenio-marco con el municipio de Caucasia para que la Universidad le acompañe en el desarrollo y consolidación de actividades claves en el desarrollo local como el estudio de un Plan de Acueducto y Alcantarillado, el Plan Municipal de Recreación y Deporte, el estudio sobre mujeres, el desarrollo de la estrategia Municipios Saludables, la vinculación al núcleo de desarrollo anfibio, el Plan Municipal de Cultura y el acompañamiento a la Casa de la Cultura y los planes educativos institucionales pertinentes, entre otros.
La Universidad ha desarrollado en la región diversos programas de pregrado y un posgrado, especialmente bajo la modalidad semipresencial, con un trabajo orientado por cohortes, de acuerdo con las dinámicas regionales. Además, la Facultad de Educación tiene convenio académico con la Normal Superior del Bajo Cauca para la realización del ciclo complementario y el trabajo de laboratorio pedagógico regional.

### Seccional Magdalena Medio

Bajo Cauca antioqueño.

La Universidad inauguró el 17 de diciembre de 1997, su sede para la región del Magdalena Medio antioqueño en el municipio de Puerto Berrío y se situó en el antiguo Campamento de Obras Públicas, que el Departamento concedió como dación en pago. En febrero de 1998 se comenzaron las actividades académicas con el programa Tecnología en Servicios de Salud brindado por la Facultad de Salud Pública y en 1999 la Facultad de Ciencias Agrarias brindó a la regional el programa de Ingeniería acuícola.
La Institución ha desarrollado diversos proyectos de extensión en la región volviéndose en un referente para la sociedad por medio de programas como el consultorio jurídico, el programa de inducción a la vida universitaria, la capacitación de líderes comunitarios y mujeres cabeza de familia, los semilleros en ciencias básicas, los ciclos de cine, las exposiciones artísticas y el acompañamiento y asesoría técnica y social a los sectores de El Oasis, Nuevo Milenio y Cacique Tahamí del municipio de Puerto Berrío.

### Seccional Oriente
Mediante el acuerdo superior 152 del 5 de junio de 1998 se estableció la sede de la Universidad para el Oriente antioqueño. Se pensó conveniente situar la sede universitaria en el municipio de Rionegro, pues seis años antes se había efectuado allí un centro para la formación de profesionales de la salud en actividad conjunta con los servicios de salud y las comunidades del municipio, por medio del programa UNI. 

Oriente antioqueño.

Más adelante, dado el apresurado crecimiento y las necesidades de la comunidad académica, fue preciso en el año 2004, trasladar la sede a unas infraestructuras que facilitaran ampliar la oferta de programas y servicios y se optó como municipio sede El Carmen de Viboral.
Por medio del desempeño de sus actividades de investigación y extensión, la Seccional Oriente ha dado beneficios a las poblaciones en varios municipios: ha brindado semilleros de investigación con asistencia de estudiantes del pregrado y docentes; adelanta la investigación “Acompañamiento a la madre gestante”, ha facilitado al servicio de la comunidad programas como el consultorio jurídico, el consultorio psicológico, el consultorio de genética médica y el consultorio ambiental, y con alumnos del área de la salud realiza actividades de prevención de la enfermedad, así como de impulso y atención en salud.
En el año 2005 se estableció, con base en las condiciones geográficas y de comunicación de la subregión de Páramos, constituir una sede municipal desde donde fuera posible prestar servicio a las comunidades que habitan en los municipios de Nariño, Argelia y Sonsón, que por su ubicación no alcanzan a beneficiarse de los servicios y programas ofrecidos en la sede ubicada en El Carmen de Viboral. En enero de 2006 fue inaugurada la sede de Sonsón (sede adicional para atender la subregión Páramos) con dos programas.

### Universidad de Antioquia Seccional Suroeste

Suroeste antioqueño.

La sede del Suroeste antioqueño fue inaugurada el 11 de junio de 1999 y comenzó labores académicas con 38 estudiantes y dos programas académicos: Tecnología en Regencia de Farmacia y Licenciatura en Educación Física. Entre los años 2000 y 2002 se acogieron 142 alumnos en los programas de Tecnología en Administración de Servicios de Salud, Ingeniería de Sistemas, Ingeniería Agropecuaria y Tecnología en Saneamiento Ambiental.
La sede se situó en el municipio de Andes en un terreno que el Departamento entregó como dación en pago, incluyendo una edificación en construcción que fue terminada por la Universidad en su inicial etapa. La instalación está ubicada a ciento diecinueve kilómetros de la ciudad de Medellín y se halla en el km.4, frente a las instalaciones de la granja de la Institución Educativa Juan De Dios Uribe.
La Universidad ha brindado a la comunidad del Suroeste diversos cursos de capacitación para docentes y estudiantes de educación media y básica: introductorios, semilleros, programa formación de formadores, taller de orientación vocacional, programa Camino a la Universidad, conferencias para padres de familia, actividades de Bienestar Universitario, curso de inglés por televisión, curso de iniciación a la vida universitaria, entre otros.

### Sede Occidente
La sede para el Occidente antioqueño se inauguró el 27 de junio del 2005 en el municipio de Santa Fe de Antioquia. La Universidad determinó extender su presencia en esta región del departamento con el ánimo de ampliar la cobertura en educación superior y entregar a los habitantes de la zona más posibilidades reales de formación. La región cuenta cada año con una cifra cercana a mil trescientos bachilleres y, para un amplio porcentaje de ellos, la presencia de la institución en Santa Fe de Antioquia representa la única oportunidad de acceder a la educación superior.

Occidente antioqueño.

El establecimiento de una sede universitaria para Occidente fue posible gracias al interés de varios sectores y al apoyo resuelto del Concejo Municipal y la alcaldía de Santa Fe de Antioquia, al igual que por la colaboración constante de todos los municipios del eje turístico. 
La nueva sede se constituyó en una cómoda infraestructura física, donada a la Universidad por el municipio de Santa Fe de Antioquia, que cuenta con oficinas administrativas, auditorio, biblioteca, sala de profesores, sala de cómputo, cafetería y seis aulas completamente dotadas y ajustadas para la educación superior.
Estudios realizados por la institución señalan la necesidad de apuntar, en esta región, al desarrollo de proyectos académicos en el ámbito socioeconómico, turístico y ambiental. La Universidad adelanta, también, estudios para instalar una sede alterna en el municipio de Frontino que permita atender de manera más eficiente al Occidente lejano.

### Sedes municipales en el Nordeste
Para proporcionar servicio a la población del Nordeste antioqueño y sus zonas vecinas, la Universidad decidió situarse en dos municipios: Amalfi y Segovia. La decisión de tener dos sedes en la región se basa en la insuficiente conectividad entre los municipios, en el compromiso de la población y en la eventualidad de atender necesidades principales y particulares de la región desde estos dos centros.
Los municipios de Amalfi y Segovia fueron escogidos para situar allí una sede, después de estudiar detalladamente sus características geoestratégicas, la infraestructura disponible, la disponibilidad política, los medios de comunicaciones y las vías de acceso internas e interregionales, entre otros.

Nordeste antioqueño.

Amalfi es un centro desde donde la Universidad puede ampliar su servicio a los municipios de Anorí, Vegachí, Yalí, Yolombó, Carolina, Guadalupe y Gómez Plata para atender las necesidades de una población en la cual cada año se gradúan cerca de ochocientos bachilleres. Las evaluaciones adelantadas por la Universidad arrojaron la necesidad de apuntar, en esta zona de la región, al desarrollo de actividades académicas e investigativas en el ámbito socioeconómico y ambiental. La sede se inauguró el 31 de mayo del 2005 y se ubicó en la antigua Institución Educativa María Auxiliadora, dada en comodato a la Universidad por el municipio de Amalfi, quien además, asumió todos los costos de las adecuaciones físicas.
Segovia es un centro urbano desde donde la Universidad tendrá la facilidad de atender a la comunidad de Remedios, Zaragoza, La Cruzada, El Tigre y Santa Isabel, municipios y corregimientos que logran un buen grado de conectividad con este centro escogido. El número estimado de bachilleres que se gradúan cada año en este grupo de municipios es de 1.400, una amplia población que se ve beneficiada con la presencia de la Universidad que, en principio, se ha propuesto acompañar con sus proyectos y programas académicos el sector ambiental, la vocación minera zonal y el desarrollo social de la comunidad.
La nueva sede para el distrito minero Segovia-Remedios se inauguró el 29 de julio del 2005 y se ubicó en la Escuela La Salada, institución educativa de la Frontino Gold Mines, empresa que de forma generosa facilitó sus infraestructuras para los programas de formación universitaria y, además, cubrió los costos de las adecuaciones necesarias. La creación de una sede universitaria para el Distrito fue viable, entonces, gracias al compromiso de múltiples sectores y al apoyo crucial de la empresa Frontino Gold Mines, de los concejos municipales y de las alcaldías de Segovia y Remedios, así como de la comunidad educativa, al igual que a la participación constante de todos los dirigentes cívicos regionales que acompañaron el proceso.
En agosto de 2005, 44 estudiantes que obtuvieron el puntaje requerido –entre 205 que presentaron el examen de admisión a la institución– iniciaron actividades académicas en el primer programa ofrecido en la región: Tecnología en Saneamiento Ambiental.

### Sedes municipales en el Norte

Norte antioqueño.

En el año 2005, después de analizar y estudiar los resultados alcanzados con el proceso de regionalización, de revisar las cifras que evidencian la pertinencia y calidad del proyecto, la Universidad determinó como una tarea indispensable hacer presencia efectiva en el Norte del departamento, única región ausente en el mapa de la regionalización universitaria.
Bajo este objetivo se dio inicio a conversaciones con las comunidades municipales, la evaluación de los municipios y sus posibilidades, y se determinó por las condiciones geoestratégicas y socioculturales establecer dos sedes: una en el municipio de Santa Rosa de Osos, con miras a fortalecer el tradicional trabajo adelantado allí por la Normal, y otra en Yarumal, para servir a un amplio número de bachilleres que tienen domicilio o facilidades de acceso a este municipio.
El proceso de montaje de las sedes se adelantó con el apoyo y el aporte de las administraciones municipales y con la solidaridad de la Universidad Católica del Norte que facilitó a la U. de A. sus instalaciones para desarrollar sus programas en Santa Rosa de Osos. La sede de Yarumal se inauguró el 26 de enero del 2006 y se ubicó en el antiguo edificio de la Fundación Universitaria del Norte, que fue cedido a la Universidad por la administración municipal de Yarumal.